# مون ریور
«مون ریور» یا «رودخانهٔ ماه» (به انگلیسی: Moon River) (برگرفته از نام رودخانه‌ای در ساوانا، جورجیا) ترانه‌ای سرودهٔ جانی مرسر با آهنگسازی هنری مانچینی است که نخستین‌بار هنرمند بریتانیایی، آدری هپبورن، آن را در فیلم صبحانه در تیفانی خواند. مون ریور به خاطر همین اجرا جایزه اسکار بهترین ترانه را در سال ۱۹۶۱ نصیب ترانه‌سرا و آهنگساز کرد. همچنین جایزه گرمی بهترین ترانه سال و جایزه گرمی بهترین ضبط سال را نیز در سال ۱۹۶۲ برای مانچینی و مرسر به ارمغان آورد. موفقیت ترانه چنان بود که به یک «استاندارد پاپ» بدل شد و جانی مرسر، ترانه‌سرای تقریباً فراموش‌شده را بار دیگر مطرح کرد و ضامن ادامه فعالیتش شد.
«مون ریور» تاکنون بارها بازخوانی شده که از مشهورترین نسخه‌ها می‌توان اجراهای اندی ویلیامز، فرانک سیناترا، جودی گارلند، سارا وان، فاوستو پاپتی و آر. ئی. ام. را نام برد.